# Consorcio Regional de Transportes de Madrid
El Consorcio Regional de Transportes de Madrid (CRTM) es una sociedad pública dependiente de la Comunidad de Madrid que gestiona y regula todos los transportes públicos colectivos de la Comunidad y que fue fundada el 16 de diciembre de 1985.

## Historia
En mayo de 1985, se aprueba la Ley de Creación del Consorcio Regional de Transportes de Madrid (CRTM) por la Asamblea de Madrid. Este edificio estaba ubicado por aquel entonces en la antigua Universidad Central en calle de San Bernardo (Noviciado). Hasta finales de año se va perfilando la estructura orgánica y funcional del nuevo organismo hasta la celebración de la primera reunión del Consejo de Administración del CRTM, el 16 de diciembre de 1985. 
El 31 de diciembre de 1986, la ciudad y la Comunidad de Madrid trasladan todos sus medios al nuevo consorcio, del que el Metro viene a ser en adelante una filial. En 1989, setenta años después de la apertura de la primera línea, la compañía de Metro se rebautiza como Metro de Madrid, S.A., al pasar del Estado a la Comunidad. 
En 1986 se transportaron a 951 millones de viajeros. De esa cifra se ha pasado a 1.564,2 millones en 2004.

## Consejeros de Transportes e Infraestructuras
- Francisco Granados Lerena (2003-2005)
- María Dolores de Cospedal García (enero de 2005 - junio de 2006)
- María Elvira Rodríguez Herrer (junio de 2006 - mayo de 2007)
- Manuel Lamela (mayo de 2007 - junio de 2008)
- José Ignacio Echeverría Echániz (junio de 2008 - junio de 2011)
- Antonio Beteta (junio de 2011 - enero de 2012)
- Pablo Cavero (enero de 2012 - junio de 2015)
- Pedro Rollán Ojeda (junio de 2015 - septiembre de 2017)
- Rosalía Gonzalo (septiembre de 2017- agosto de 2019)
- Ángel Garrido García (agosto de 2019 - marzo de 2021)
- David Pérez García (marzo de 2021 - junio de 2023)
- Jorge Rodrigo Domínguez (junio de 2023 - actualidad)

## Explotación (Modos de Transporte)
El CRTM asigna un identificador único a cada modo de transporte actualmente vigente en la región. Existen numeraciones de modos de transporte que no se encuentran operativas, que podrían haber pertenecido a antiguos modos de transporte como el Tranvía de Madrid. Internamente se utiliza esta numeración para distinguir todas las líneas, horarios y paradas de los distintos modos de transporte. Los modos de transporte del 1 al 3, junto con el 7 no se encuentran operativos.

### 4 - Metro de Madrid
Es la red de ferrocarril metropolitano de la ciudad española de Madrid y su área metropolitana. Fue inaugurado el 17 de octubre de 1919 por el rey Alfonso XIII. Constituye la red de metro más extensa de España, y la tercera de Europa (solo por detrás de los metros de Moscú y Londres), con 294 kilómetros en 2021.

### 5 - Cercanías Madrid
Se trata del servicio ferroviario explotado por Renfe Cercanías, división de Renfe Operadora, sobre una infraestructura de Adif, que comunica la ciudad de Madrid con su área metropolitana y las principales poblaciones de la Comunidad de Madrid. Depende del Ministerio de Transportes y Movilidad Sostenible.

### 6 - EMT Madrid
El servicio de autobuses urbanos de Madrid, también comercialmente EMT Bus o EMT Madrid, es el principal servicio de transporte público operado por la Empresa Municipal de Transportes de Madrid. La red dispone de 225 líneas (196 diurnas, 28 nocturnas y Exprés Aeropuerto) y una flota de 2107 autobuses que dan servicio a la ciudad de Madrid.

### 8 - Autobuses interurbanos
Pertenecen al Consorcio las líneas de autobuses interurbanos, distinguibles por su carrocería de color verde. Estas líneas tienen un código de tres dígitos; el primero de ellos indica el sector de la Comunidad al que se dirigen las líneas desde Madrid. El CRTM también asigna el modo 8 de transporte a los autobuses de largo recorrido con los que se permite viajar utilizando el Abono Transportes en algunos trayectos.
- 1: Municipios situados en torno a la Autovía del Norte.
- 2: Municipios situados en torno a la Autovía del Nordeste.
- 3: Municipios situados en torno a la Autovía del Este.
- 4: Municipios situados en torno a la Autovía del Sur y la autovía de Toledo.
- 5: Municipios situados en torno a la Autovía del Suroeste.
- 6: Municipios situados en torno a la Autovía del Noroeste.
- 7: Municipios situados en torno a la carretera M-607.
- 8: Líneas transversales.
- 9: Líneas que unen entre sí los municipios situados en el extremo norte de la Comunidad.

### 9 - Otros autobuses urbanos
La red de autobuses urbanos de la Comunidad de Madrid está compuesta por un conjunto de líneas que atienden a 37 municipios de la región.

### 10 - Metro Ligero
El modo de transporte más reciente se trata de la red de Metro Ligero de Madrid. Consta de 4 líneas que circulan en zonas periféricas a la capital.

## Tarifas
El Consorcio es el órgano encargado de regular las tarifas de los distintos medios de transporte de Madrid, y de establecer diversos abonos y títulos de transporte:

### Abono transportes

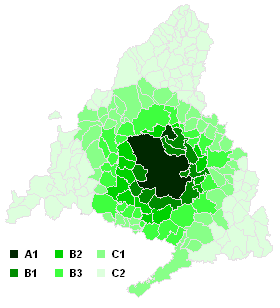
Mapa de las zonas de tarifas del transporte urbano en Madrid por Municipios.

El Consorcio ha establecido una serie de coronas tarifarias válidas en todos los transportes, y un abono mensual o anual que permite un número ilimitado de viajes en cualquier transporte. Cada abono de una zona específica permite los tránsitos a zonas interiores (por ejemplo, con el abono B3 se puede viajar en A, B1, B2 y B3). Cabe destacar el hecho de que la red de Cercanías tiene una zona extra 0, que coincide con la almendra central, es decir, el interior de la M-30 y contiene a las estaciones más céntricas y a las pertenecientes al Pasillo Verde Ferroviario: Príncipe Pío, Pirámides, Delicias, Méndez Álvaro, Embajadores, Atocha, Recoletos, Sol, Nuevos Ministerios y Chamartín. Dicha zona está integrada dentro de la zona tarifaria A y solo tiene una nomenclatura especial dentro de la red de Cercanías.
Existen diferentes tipos de abono según la edad y según la duración:
- Abono normal: sirve para cualquier persona entre los 26 y los 65 años. Se puede renovar cada mes o cada año. El mensual tiene una duración de 30 días a partir del primer uso, independientemente de la fecha de carga o de los meses naturales. El precio del abono anual es igual al de 10 abonos mensuales, es decir, el precio por mes del abono anual es un 16,7% más barato que el abono mensual.

- Abono joven: válido hasta el día en el que el usuario cumple 26 años. Es válido para todas las zonas desde octubre de 2015, con una reducción del precio a 20 euros.

Las tarifas de este abono a marzo de 2022 son:
| Abono / Zona        | A         | B1        | B2        | B1-B2 B2-C2 | B3        | C1        | C2        | E13        | E23        |
| ------------------- | --------- | --------- | --------- | ----------- | --------- | --------- | --------- | ---------- | ---------- |
| Normal              | 54,60 €   | 63,70 €   | 72,00 €   | 47,90 €1    | 82,00 €   | 82,00 €   | 82,00 €   | 110,60 €   | 131,80 €   |
| Joven4              | 20,00 €4  | 20,00 €4  | 20,00 €4  | 20,00 €4    | 20,00 €4  | 20,00 €4  | 20,00 €4  | 20,00 €4   | 20,00 €4   |
| Tercera Edad2       | 3,30 €2   | 3,30 €2   | 3,30 €2   | 3,30 €2     | 3,30 €2   | 3,30 €2   | 3,30 €2   | -          | -          |
| Anual Normal        | 546,00 €  | 637,00 €  | 720,00 €  | -           | 820,00 €  | 820,00 €  | 820,00 €  | 1.106,00 € | 1.318,00 € |
| Anual Joven4        | 200,00 €4 | 200,00 €4 | 200,00 €4 | 200,00 €4   | 200,00 €4 | 200,00 €4 | 200,00 €4 | 200,00 €4  | 200,00 €4  |
| Anual Tercera Edad2 | 33,00 €2  | 33,00 €2  | 33,00 €2  | 33,00 €2    | 33,00 €2  | 33,00 €2  | 33,00 €2  | -          | -          |

1: Existen cuatro abonos con precio reducido para ser usados únicamente en viajes entre dos zonas contiguas: B1-B2, B2-B3, B3-C1 y C1-C2.

2: El abono para la tercera edad cubre todas las zonas salvo E1 y E2.

3: Las zonas E1 y E2 se encuentran en Toledo y Guadalajara, y no tienen disponible el de la tercera edad.

4: El abono joven cubre todas las zonas
- Abono Universidad de Alcalá: de uso exclusivo de trabajadores y estudiantes de la Universidad de Alcalá de Henares

Además, desde 2009 se introdujeron también las siguientes modalidades. En todos los casos los precios son menores que los del abono normal:
- Abono para familias numerosas: para aquellas personas que pertenezcan a familias numerosas. A su vez, hay dos tarificaciones dentro de este: uno para familias numerosas de categoría general (20% de descuento) y otro para familia numerosas de categoría especial (50% de descuento).

- Abono para personas con discapacidad de ≥ 65% (20% de descuento).
- Si cumple ambos requisitos (persona con discapacidad y perteneciente a familia numerosa), los descuentos suben al 40% y 70% respectivamente.

Desde el 1 de marzo de 2015 los niños de entre tres y seis años de edad que dispongan de Tarjeta Transporte Público (TTP) Infantil pueden viajar gratis.

#### Municipios

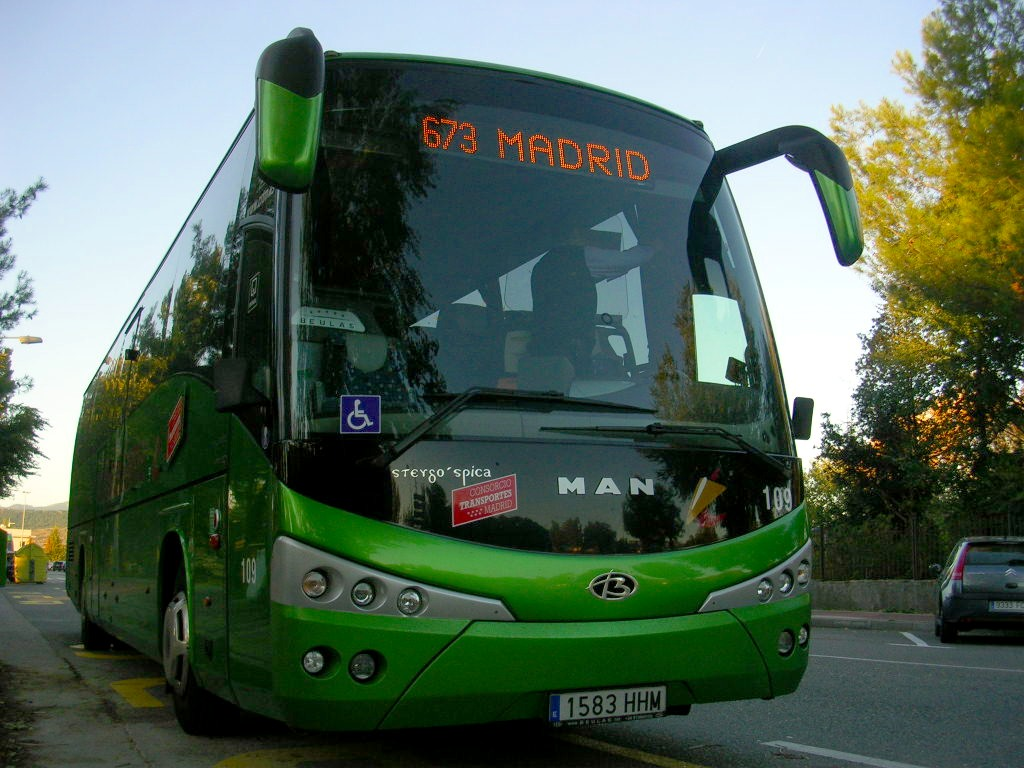
Autobús interurbano del Consorcio Regional de Transportes de Madrid en Villalba

Véase Municipios del Abono Transportes de Madrid para ver las coronas a las que pertenecen los distintos municipios de Madrid, Guadalajara, Toledo, Segovia y Ávila. El 1 de mayo de 2007 se produjo la entrada en vigor oficialmente el Abono de Transportes en algunos municipios de las provincias de Segovia y  de Ávila que limitan con la comunidad madrileña, pero está regido por un convenio especial no equiparable al que rige en la corona "E" en Guadalajara y en Toledo.

### Abono Turístico
Además, para los turistas y cualquier persona que vaya a realizar numerosos viajes en un corto período de tiempo, está disponible el Abono turístico (o abono por días), que comprende dos zonas: la zona A, que es la misma que la del abono transportes; y la zona T, que las comprende todas. Este abono es cargado exclusivamente en la tarjeta Multi pero el importe de 2,50€ que cuesta está exento si es el abono turístico el primer título que se carga en la tarjeta.
Su duración es de 1, 2, 3, 4, 5 o 7 días, y comprende dos zonas de edad: normal (a partir de 12 años) e infantil (hasta 11), con un 50% de descuento:
| Zona / Días | 1       | 2       | 3       | 4       | 5       | 7       |
| A           | 8,40 €  | 14,20 € | 18,40 € | 22,60 € | 26,80 € | 35,40 € |
| T           | 17,00 € | 28,40 € | 35,40 € | 43,00 € | 50,80 € | 70,80 € |
| ----------- | ------- | ------- | ------- | ------- | ------- | ------- |

### Billetes

#### Metro y EMT
| En los autobuses de la EMT existen dos títulos de transportes válidos: - Sencillo: Permite realizar un solo viaje en autobús. - Metrobús: Permite realizar 10 viajes tanto en MetroMadrid como en los autobuses. Y en Metro existen varios títulos válidos: - Sencillo MetroMadrid: 1 viaje válido en cualquier estación de Metro y Metro Ligero que se encuentre dentro de la Zona A (Madrid) excepto Aeropuerto T1-T2-T3 y Aeropuerto T4. - Sencillo MetroMadrid + Suplemento Aeropuerto: 1 viaje válido en cualquier estación de Metro y Metro Ligero que se encuentre dentro de la Zona A (Madrid). - Sencillo TFM: 1 viaje en el tramo de la línea 9 explotado por TFM. - Sencillo MetroSur: 1 viaje dentro de la línea 12 y las estaciones Puerta del Sur y Joaquín Vilumbrales de la línea 10. - Sencillo MetroNorte: 1 viaje en el tramo de la línea 10 entre las estaciones de La Granja y Hospital Infanta Sofía (zona B1). - Sencillo MetroEste: 1 viaje en el tramo de la línea 7 entre las estaciones de Barrio del Puerto y Hospital del Henares (zona B1). - Combinado Metro: 1 viaje válido por toda la red de Metro y Metro Ligero excepto Aeropuerto T1-T2-T3 y Aeropuerto T4. - Combinado Metro + Suplemento Aeropuerto: 1 viaje válido por toda la red de Metro y Metro Ligero. - Suplemento Aeropuerto: Para poder entrar o salir de las estaciones de Aeropuerto T1-T2-T3 y Aeropuerto T4. Se puede comprar aparte del título de Metro o incluido con este. Suplemento a todos los títulos válidos excepto Abonos Transportes y Abonos Turísticos. - Metrobús: Permite realizar 10 viajes en MetroMadrid (Zona A) y en EMT. Para viajes con origen o destino en el Aeropuerto, se debe adquirir además el Suplemento Aeropuerto. - 10 viajes TFM: 10 viajes válidos en TFM. - 10 viajes MetroSur: 10 viajes válidos en las mismas líneas que el Sencillo MetroSur. - 10 viajes MetroNorte: 10 viajes válidos en las mismas estaciones que el Sencillo MetroNorte. - 10 viajes MetroEste: 10 viajes válidos en las mismas estaciones que el Sencillo MetroEste. | \| Billete sencillo \| Billete sencillo \| \| EMT \| 1,50 € \| \| MetroMadrid \| 1,50-2 € \| \| MetroMadrid + Suplemento Aeropuerto \| 4,50-5 € \| \| MetroNorte \| 1,50 € \| \| MetroEste \| 1,50 € \| \| MetroSur \| 1,50 € \| \| TFM \| 2 € \| \| Combinado Metro \| 3 € \| \| Combinado Metro + Suplemento Aeropuerto \| 6 € \| \| Suplemento Aeropuerto \| 3 € \| \| Billete de 10 viajes \| Billete de 10 viajes \| \| Metrobús \| 12,20 € \| \| MetroNorte \| 11,20 € \| \| MetroEste \| 11,20 € \| \| MetroSur \| 11,20 € \| \| TFM \| 12,20 € \| \| --------------------------------------- \| -------------------- \| |
| Billete sencillo | |
| EMT | 1,50 € |
| MetroMadrid | 1,50-2 € |
| MetroMadrid + Suplemento Aeropuerto | 4,50-5 € |
| MetroNorte | 1,50 € |
| MetroEste | 1,50 € |
| MetroSur | 1,50 € |
| TFM | 2 € |
| Combinado Metro | 3 € |
| Combinado Metro + Suplemento Aeropuerto | 6 € |
| Suplemento Aeropuerto | 3 € |
| Billete de 10 viajes | |
| Metrobús | 12,20 € |
| MetroNorte | 11,20 € |
| MetroEste | 11,20 € |
| MetroSur | 11,20 € |
| TFM | 12,20 € |

#### Renfe
Cercanías depende del Ministerio de Transporte, Movilidad y Agenda Urbana, utiliza su mismo sistema tarifario zonal, basado en coronas concéntricas alrededor de Madrid. Sin embargo, existen leves diferencias entre ambas zonificaciones:
- La Zona A del Consorcio está dividida en Zona 0 y Zona A para Cercanías. La Zona 0 se corresponde con la almendra central, es decir, el territorio rodeado por la M-30. Incluye solamente las estaciones de Atocha, Recoletos, Sol, Nuevos Ministerios, Chamartín, Méndez Álvaro, Delicias, Pirámides, Príncipe Pío y Embajadores.
- Azuqueca de Henares y Guadalajara son considerados por Cercanías como estaciones de la Zona C2 (no de la E1).
- Aeropuerto T4 es considerado por Cercanías como una estación de la Zona B2 (no de la A).

El precio del billete depende del número de zonas atravesadas en el viaje (no en la distancia recorrida), y cuesta lo mismo los siete días de la semana. Existen varios tipos de billetes válidos en Cercanías:
- Billete sencillo: Es un billete válido para una sola persona y para realizar un viaje en el día de su adquisición teniendo que iniciar el mismo dentro de las dos horas siguientes a su expedición.
- Ida y regreso: Permite hacer un viaje de ida y su regreso en el mismo día o al día siguiente. Su precio es justo el doble del billete sencillo.
- Zona Verde: Tarifa especial para la línea C-9 Cercedilla-Cotos. El precio es único (8,70 € para el trayecto sencillo y 17,40 € en el de ida y regreso), independientemente de la estación de origen.
- Bonotrén: Permite realizar 10 viajes durante 1 mes para uno o más viajeros con el mismo origen y destino.
- Abono mensual: Permite realizar dos viajes al día durante un mes para una sola persona.
- Abono Universidad de Alcalá: de uso exclusivo para estudiantes y trabajadores de la Universidad de Alcalá al precio de 17,00 €.
- Abono Trimestral Universitario: de uso exclusivo para personas en posesión del carné que le acredite como estudiante de la Universidad de Alcalá, Autónoma de Cantoblanco, Carlos III de Madrid o Universidad Rey Juan Carlos; o como personal laboral de alguna de estas dos últimas.

| Zonas atravesadas | Billete sencillo (€) | Ida y regreso (€) | Bonotrén (€) | Abono mensual (€) |
| ----------------- | -------------------- | ----------------- | ------------ | ----------------- |
| 1 o 2             | 1,70                 | 3,40              | 10           | 28,90             |
| 3                 | 1,85                 | 3,70              | 13,70        | 36,70             |
| 4                 | 2,60                 | 5,20              | 18,55        | 59,15             |
| 5                 | 3,40                 | 6,80              | 24,30        | 68,70             |
| 6                 | 4,05                 | 8,10              | 28,55        | 80,95             |
| 7                 | 5,50                 | 11                | 38,45        | 92,90             |

Puede acceder a la página oficial del consorcio para consultar las tarifas oficiales vigentes.
Se puede viajar en Cercanías Madrid con bicicleta, ya sea una convencional o plegable, sin límite de horarios. También se puede llevar animales domésticos sin límite de peso como perros o gatos, pero con una limitación de horarios: De lunes a viernes, desde que se inicia el servicio hasta las 06:00, de 09:00 a 13:30, de 16:30 a 18:00, y de 21:00 hasta el cierre del servicio son los horarios autorizados, aparte de sábados, domingos y festivos en los que se permite todo el día.

#### Otros servicios
Precios de los autobuses urbanos e interurbanos, según zonas recorridas:
| Zonas     | 1                                             | 2       | 3       | 4       | 5       | 6       |
| Sencillo  | Zona A: 1,50€ Cualquier otra zona: 1,30 €     | 2,00 €  | 2,60 €  | 3,60 €  | 4,20 €  | 5,10 €  |
| 10 viajes | Zona A: No existe Cualquier otra zona: 8,50 € | 12,20 € | 16,10 € | 23,00 € | 29,70 € | 37,40 € |
| --------- | --------------------------------------------- | ------- | ------- | ------- | ------- | ------- |

### Evolución de las tarifas
Se presenta para los títulos de transporte más utilizados el precio a lo largo del tiempo. Ha de tenerse en cuenta que tradicionalmente el precio se ajusta el 1 de enero de cada año, pero a veces hay cambios —generalmente incrementos— cualquier otro día a lo largo del año.
| Fecha          | Sencillo (1 viaje) | Metrobús (10 viajes) | Abono zona A (mensual) | Suplemento aeropuerto |
| -------------- | ------------------ | -------------------- | ---------------------- | --------------------- |
| Enero de 2011  | 1,00               | 9,30                 | 47,60                  | 1,00                  |
| Agosto de 2011 | 1,50               | 9,30                 | 47,60                  | 1,00                  |
| Mayo de 2012   | 1,50-2             | 12                   | 52,60                  | 3,00                  |
| Marzo de 2017  | 1,50-2             | 12,20                | 54,80                  | 3,00                  |

Precios en euros
1. 1 2  1,50 € EMT y hasta 5 estaciones de Metro. 0,10 € por cada estación de Metro adicional, hasta 10. Más de 10 estaciones 2 €

## Descuentos temporales
La guerra de Ucrania originada el 24 de febrero de 2022 supuso un aumento del coste de alimentos, electricidad y combustible procedentes de Ucrania. A raíz de esto, se vieron aprobadas diferentes medidas de contención que aspiraban reducir el coste del transporte (entre otros mencionados), que consistían en una serie de ayudas a las administraciones públicas para absorber el aumento de costes. Gracias a acuerdos entre la Comunidad de Madrid y el Gobierno, con el paso de los años, se han ido aprobando sucesivas prórrogas de los descuentos que permanecen vigentes hasta el 30 de junio de 2025.

### 2022
Originalmente prevista una rebaja del 30% aprobada el 4 de agosto, se reforzó finalmente con un descuento del 50% aprobado el 19 de agosto. Estos descuentos fueron aplicados a los tarjetas multiviajes y a los abonos personales de 30 días y tenían una vigencia prevista entre el 1 de septiembre y 31 de diciembre de 2022.

### 2023
Con la llegada de 2023 y la demora en la confirmación de la prórroga de los descuentos por parte del Gobierno, se mantuvieron con una rebaja del 50% con una vigencia prevista entre el 1 de enero y el 30 de junio de 2023. Junto con esta medida, se suspendió la venta de los abonos anuales, ante la incertidumbre de las prórrogas de los descuentos. También de aprobó la gratuidad de la tarifa de la tercera edad (>65 años). Se vieron reforzados por parte de la Comunidad de Madrid entre el 1 de febrero y 30 de junio de 2023 con un descuento del 60% en títulos personales y manteniendo el 50% en tarjetas multiviajes. Estos descuentos se vieron prorrogados una vez más entre el 1 de julio de 2023 y 31 de diciembre de 2023, manteniendo las condiciones anteriores.

### 2024
Por primera vez desde la llegada de los descuentos el 1 de septiembre de 2022, para el año 2024 se decidió prorrograr la medida durante el año completo.

### 2025
Continuando las prórrogas de los descuentos y acuerdos entre las administraciones, se mantendrán vigentes hasta el 30 de junio de 2025, fecha en la que se revisarán y se estudiará si se mantienen o deberán sufrir alguna modificación. Desde el 1 de febrero de 2023, se mantiene un descuento del 60% en títulos personales y un 50% en tarjetas multiviajes. El 22 de enero se derogó en el Congreso de los Diputados el Real Decreto-ley que aprobaba las ayudas al transporte público (entre otras). Durante este tiempo se suspendieron las ventas de los abonos rebajados de Renfe y autobuses de largo recorrido del Ministerio de Transportes al desaparecer las ayudas destinadas a dichos descuentos. A la espera de las próximas decisiones del gobierno, la comunidad de Madrid anunció que mantendría de momento los descuentos, subvencionando en su totalidad la parte correspondiente al gobierno central. Esta medida fue revertida a la situación original unos días más tarde, el 28 de enero.
El 9 de mayo se aprobaron las tarifas para la segunda mitad del año, retirando ligeramente los descuentos temporales vigentes. Las nuevas tarifas establecen un 50% de descuento en el abono joven y entre un 30% y 40% de descuento dependiendo del tipo de abono o tarjeta multiviajes. Se unifican las tarifas de autobuses interurbanos, eliminando la posibilidad de prolongar el abono a una zona fuera de su vigencia abonando la diferencia, con un precio fijo de 3 € independientemente de las zonas recorridas. Para trayectos urbanos se unifican las tarifas a 1,5 €, tanto en autobuses urbanos como interurbanos.

## Premio a la Promoción del Transporte Público del Consorcio de Transportes de Madrid
Los Premios a la Promoción del Transporte Público y la Movilidad Sostenible son unos galardones creados por el Consorcio Regional de Transportes de Madrid con motivo de su 25.º aniversario. Tienen como objetivo reconocer actuaciones en pro del transporte público y la movilidad sostenible que han sido llevadas a cabo por personas, empresas e instituciones en el ámbito de la Comunidad de Madrid.